# Vingt-Quatre histoires
Les Vingt-Quatre histoires (chinois : 二十四史 ; pinyin : Èrshísì Shǐ) sont une série d'annales dynastiques qui couvrent l'histoire de la Chine de 3000 av. J.-C. à la dynastie des Ming au xviie siècle. L'ensemble, constitué de 3213 volumes et d'environ 40 millions de caractères, est souvent considéré comme faisant autorité pour l'histoire traditionnelle de la Chine et est utilisé comme source dans les recherches de littérature, d'art, de musique, de science, d'histoire militaire, de géographie, d'ethnographie et d'autres matières encore.
Le modèle des annales dynastiques est les Mémoires historiques de Sima Qian. Les annales de chaque dynastie ont été rédigées par une équipe d'historiens de la dynastie suivante. Certaines rédactions des annales n'ayant pas été acceptées par le pouvoir, elles ont parfois été réécrites, ce qui explique qu'il y ait vingt-quatre annales, davantage que de dynasties. Les vingt-cinquièmes annales, celles de la dynastie Qing, ont été publiées sous forme de brouillon en 1927, et ne sont toujours pas achevées.

## Liste des annales
| N° | Chinois      | Pinyin        | Français                             | Volumes | Auteur                                                         | Période traitée                                       |
| -- | ------------ | ------------- | ------------------------------------ | ------- | -------------------------------------------------------------- | ----------------------------------------------------- |
| 1  | 《史記》     | Shiji         | Mémoires historiques                 | 130     | composés par Sima Tan 司馬談 et Sima Qian 司馬遷, 91 av. J.-C. | de l'Empereur Jaune à 95 av. J.-C.                    |
| 2  | 《漢書》     | Han Shu       | Livre des Han                        | 120     | composé par Ban Gu 班固, 92                                    | de 206 av. J.-C. à 23 ap. J.-C.                       |
| 3  | 《後漢書》   | Hou Hanshu    | Livre des Han postérieurs            | 120     | composé par Fan Ye 范曄, 445                                   | 25 - 220                                              |
| 4  | 《三國志》   | Sanguo Zhi    | Chroniques des Trois Royaumes        | 65      | composées par Chen Shou 陳壽, 297                              | Wei 魏 221 - 265 ; Shu 蜀 221 - 264 ; Wu 吳 222 - 280 |
| 5  | 《晉書》     | Jin Shu       | Livre des Jin                        | 130     | dirigé par Fang Xuanling 房玄齡, 648                           | 265 - 419                                             |
| 6  | 《宋書》     | Song Shu      | Livre des Song                       | 100     | composé par Shen Yue 沈約, 492/493                             | 420 - 478                                             |
| 7  | 《南齊書》   | Nan Qi Shu    | Livre des Qi du Sud                  | 59      | composé par Xiao Zixian 蕭子顯, 537                            | 479 - 502                                             |
| 8  | 《梁書》     | Liang Shu     | Livre des Liang                      | 56      | composé par Yao Cha 姚察 et Yao Silian 姚思廉, 636             | 502 - 556                                             |
| 9  | 《陳書》     | Chen Shu      | Livre des Chen                       | 36      | composé par Yao Cha 姚察 et Yao Silian 姚思廉, 636             | 557 - 589                                             |
| 10 | 《魏書》     | Wei Shu       | Livre des Wei                        | 130     | composé par Wei Shou 魏收, 554                                 | 386 - 550                                             |
| 11 | 《北齊書》   | Bei Qi Shu    | Livre des Qi du Nord                 | 50      | composé par Li Delin 李徳林 et Li Baiyao 李百藥, 636           | 550 - 577                                             |
| 12 | 《北周書》   | Bei Zhou Shu  | Livre des Zhou du Nord               | 50      | dirigé par Linghu Defen 令狐德棻, 636                          | 557 - 581                                             |
| 13 | 《隋書》     | Sui Shu       | Livre des Sui                        | 85      | dirigé par Wei Zheng 魏徵, 636                                 | 581 - 617                                             |
| 14 | 《南史》     | Nan Shi       | Histoire des Dynasties du Sud        | 80      | composée par Li Yanshou 李延壽, 659                            | 420 - 589                                             |
| 15 | 《北史》     | Bei Shi       | Histoire des Dynasties du Nord       | 100     | composée par Li Yanshou 李延壽, 659                            | 368 - 618                                             |
| 16 | 《舊唐書》   | Jiu Tang Shu  | Ancien Livre des Tang                | 200     | dirigé par Liu Xu 劉煦, 945                                    | 618 - 906                                             |
| 17 | 《新唐書》   | Xin Tangshu   | Nouveau livre des Tang               | 225     | composé par Ouyang Xiu 歐陽修 et Song Qi 宋祁, 1060            | 618 - 906                                             |
| 18 | 《舊五代史》 | Jiu Wudai Shi | Ancienne histoire des Cinq Dynasties | 150     | dirigée par Xue Juzheng 薛居正, 974                            | 907 - 960                                             |
| 19 | 《新五代史》 | Xin Wudai Shi | Nouvelle histoire des Cinq Dynasties | 74      | composée par Ouyang Xiu 歐陽修, 1072                           | 907 - 960                                             |
| 20 | 《宋史》     | Song Shi      | Histoire des Song                    | 496     | dirigée par Tuotuo (Toghto) 脫脫, 1345                         | 960 - 1279                                            |
| 21 | 《遼史》     | Liao Shi      | Histoire des Liao                    | 116     | dirigée par Tuotuo (Toghto) 脫脫, 1344                         | 916 - 1125                                            |
| 22 | 《金史》     | Jin Shi       | Histoire des Jin                     | 135     | dirigée par Tuotuo (Toghto) 脫脫, 1344                         | 1115 - 1234                                           |
| 23 | 《元史》     | Yuan Shi      | Histoire des Yuan                    | 210     | dirigée par Song Lian 宋濂, 1370                               | 1206 - 1369                                           |
| 24 | 《明史》     | Ming Shi      | Histoire des Ming                    | 332     | dirigée par Zhang Tingyu 張廷玉, 1739                          | 1368 - 1644                                           |

## Ouvrage en relation
- Ébauche d'une histoire des Qing